# Cañada María (Primera Sección)
Cañada María är en ort i Mexiko.   Den ligger i kommunen Heroica Ciudad de Tlaxiaco och delstaten Oaxaca, i den sydöstra delen av landet, 290 km sydost om huvudstaden Mexico City. Cañada María ligger 2 119 meter över havet och antalet invånare är 311.
Terrängen runt Cañada María är lite kuperad. Runt Cañada María är det ganska tätbefolkat, med 56 invånare per kvadratkilometer. Närmaste större samhälle är Heroica Ciudad de Tlaxiaco, 4,7 km väster om Cañada María. Trakten runt Cañada María består i huvudsak av gräsmarker.